# توم برانتلي
توم برانتلي (بالإنجليزية: Tom Brantley)‏ هو عازف جاز أمريكي، ولد في 1970.